# Côte-Vertu (Metro Montreal)

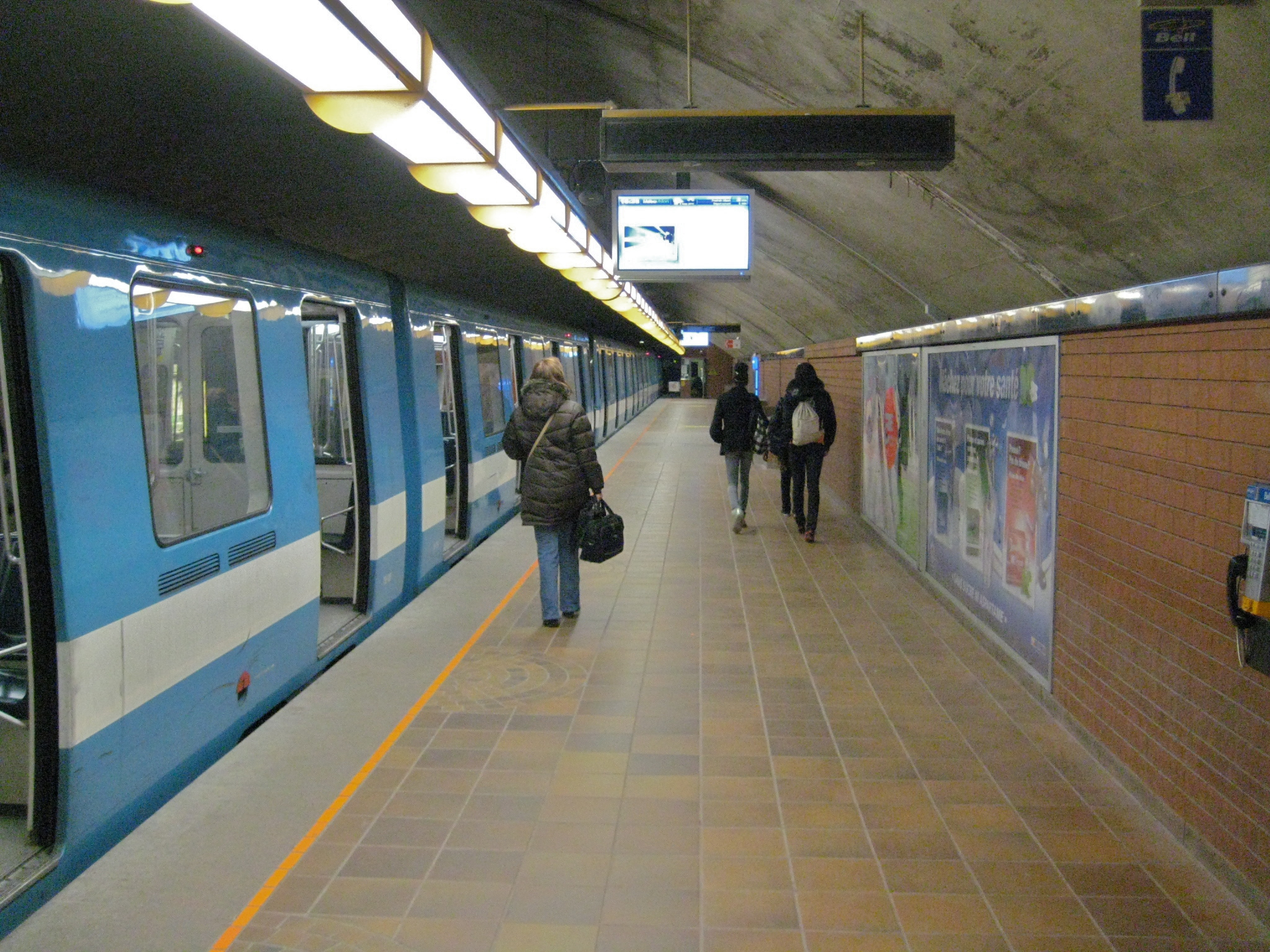
Blick auf einen der Bahnsteige

Côte-Vertu ist eine U-Bahn-Station in Montreal. Sie befindet sich im Arrondissement Saint-Laurent an der Kreuzung von Boulevard de la Côte-Vertu und Boulevard Décarie. Sie ist die nordwestliche Endstation der orangen Linie 2. Im Jahr 2019 nutzten 8.215.913 Fahrgäste die Station, was dem 6. Rang unter den insgesamt 68 Stationen der Metro Montreal entspricht. Einen großen Teil des Verkehrsaufkommens generiert der benachbarte Busbahnhof.

## Bauwerk

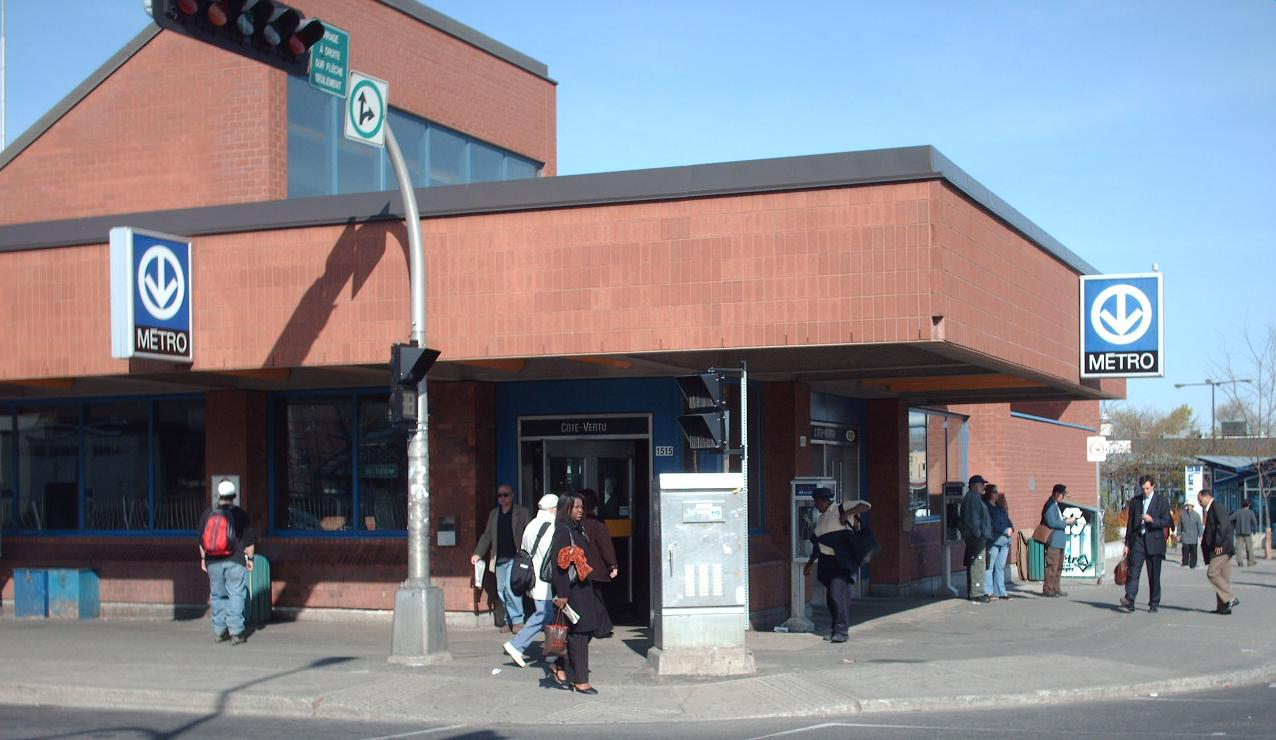
Eingangspavillon

Die von den Architekturbüros Jodoin, Lamarre, Pratte, & Co sowie Cayouette & Saia entworfene Station entstand als Tunnelbahnhof. Während die Wände mit Terrakotta-Fliesen verkleidet sind, bestehen die Böden aus Granit- und Sandstein-Platten. Die Treppenaufgänge zur Verteilerebene sind eher schmal und in den Stoßzeiten bisweilen überlastet. Der Grund dafür ist, dass Côte-Vertu in den ursprünglichen Planungen nicht als Endstation vorgesehen war, eine weitere Verlängerung der Strecke bisher aber ausblieb. Insgesamt gibt es drei Eingangspavillons, die aus braunen Ziegeln errichtet wurden.
In 17,7 Metern Tiefe befindet sich die Bahnsteigebene mit zwei Seitenbahnsteigen. Die Entfernung zur benachbarten Station Du Collège, von Stationsende zu Stationsanfang gemessen, beträgt 777,24 Meter. Seit 2005 besteht ein von der Autorité régionale de transport métropolitain betriebener Busbahnhof. Der Terminus Côte-Vertu ist zweigeteilt: Beim nördlichen Metro-Ausgang verkehren 20 Buslinien und fünf Nachtbuslinien der Société de transport de Montréal, beim südlichen Ausgang drei Buslinien der Société de transport de Laval und eine Expresslinie von exo.

## Kunst
Im Verbindungstunnel über den Gleisen sind zwei großformatige, sich gegenseitig ergänzende Wandbilder von Yves Trudeau zu finden. Das Werk négatif positif besteht aus Chromstahl auf hölzernen Armaturen und symbolisiert Felswände, die durch eine Kluft entblößt werden. Die Erhöhungen auf der einen Seite des Ganges widerspiegeln sich in den Vertiefungen auf der anderen Seite – und umgekehrt. Durch beide Gebilde zieht sich ein gelber Streifen, eine Anspielung auf den Ariadnefaden.
Im nördlichsten Eingangspavillon steht die Installation L’Homo urbanus („Der Stadtmensch“) von Éric Lamontagne: ein Spiegel, auf den – ähnlich wie bei Insektensammlungen – fotografische Abbildungen verschiedener Personen mit Nadeln befestigt wurden. Die Figuren wenden dem Betrachter den Rücken zu, während die Gesichter in der Reflexion zu sehen sind.

## Geschichte
Die Eröffnung der Station und des westlichsten Abschnitts der orangen Linie erfolgte am 27. Oktober 1986, zusammen mit dem kurzen Teilstück von Du Collège her. Mittelfristig soll die Linie weiter in Richtung Nordwesten nach Poirier und Bois-Franc verlängert werden, wo Anschluss an das Réseau express métropolitain bestünde. Namensgeber ist der Boulevard de la Côte-Vertu. Diese Bezeichnung geht auf einen Flurnamen im 18. Jahrhundert zurück, der damals Notre-Dame-de-Vertu (Unsere liebe Frau der Tugend) lautete.